# Dierense toren
De Dierense toren is het restant van de voormalige Onze Lieve Vrouwe ten hemelopnemingkerk in de Gelderse plaats Dieren.
De toren is een ontwerp van de architect W. te Riele. De toren werd omstreeks 1924/1925 gebouwd bij de al bestaande Onze Lieve Vrouwe ten hemelopnemingkerk uit 1894. In 1978 werd de kerk afgebroken. Hoewel er sprake van was dat ook de toren zou worden afgebroken, bleef deze - na verzet van de Dierense bevolking - gespaard. In 1981 werd de toren gerestaureerd. De exploitatie is sinds 1986 in handen van de stichting "Dierense Toren". In 1985 werd de inspanningen tot behoud van de toren beloond met de Conservation Award. Aan de oostzijde van de toren is het gebied gemarkeerd waar de afgebroken kerk heeft gestaan.

## Externe link

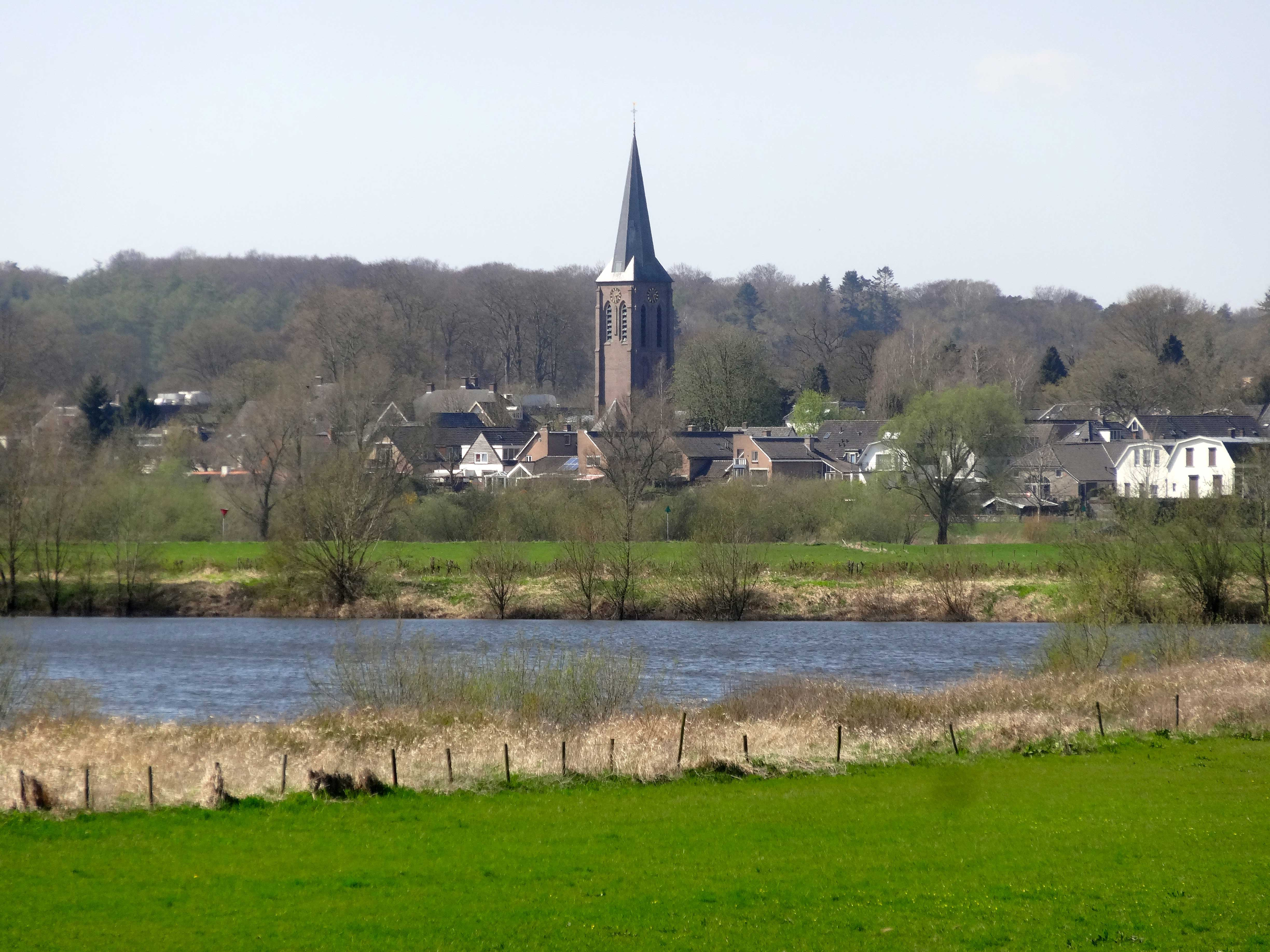
De toren gezien vanaf de overzijde van de IJssel